# Cinema City International
Cinema City International — міжнародна мережа кінотеатрів. Є найбільшим оператором мультикомплексних кінотеатрів в Центральній і Східній Європі, а також в Ізраїлі. Є третім за величиною оператором кінотеатрів в Європі.
Компанія здійснює свою діяльність у 96 мультиплексах на 906 екранах в 7 країнах: Польщі, Ізраїлі, Угорщині, Чехії, Румунії, Болгарії та Словаччині. У країнах ЦСЄ компанія здійснює свою діяльність під брендом Cinema City, а в Ізраїлі під брендами Yes Planet та Rav-Chen.
Родина Greidinger, була мажоритарним власником Cinema City International NV, й почала свій кінобізнес в Хайфі, яка була підмандатна Палестині. Моше Грейдінгер (дід нинішнього генерального директора компанії) приступив до будівництва свого першого кінотеатру у 1929 році, який був відкритий у 1931 році. У 1935 році він відкрив свій другий кінотеатр у Хайфі.
1958 року компанія переїжджає в Тель-Авів, шляхом придбання кінотеатру Rav-Chen. У 1967 році фірма вступила в бізнес кінопрокату, коли придбала компанію «Forum Film». У 1982 році було відкрито перший кінотеатр-мультиплекс в торговому центрі Тель-Авіву.

## Міжнародний бізнес
1997 року було створено Cinema City International NV і відкрито перший кінотеатр в Будапешті, Угорщина. У 1999 році компанія почала працювати у Польщі і до 2005 року мала 12 мультикомплексних кінотеатрів. В Польщі найбільшим конкуретом CCI є компанія Multikino. 1999 року Cinema City International купив єдиний існуючий мультиплекс в Празі, в Чехії.

### Міжнародна мережа кінотеатрів
Компанія оперує у 9 країнах: Велика Британія, Ірландія, Польща, Ізраїль, Угорщина, Чехія, Болгарія, Румунія, та Словаччина.
- Велика Британія та Ірландія: 118 мультиплексів та кінотеатрів з 1042 екранами
- Польща: 33 мультиплексів з 354 екранами,
- Ізраїль: 10 мультиплексів з 124 екранами,
- Угорщина: 18 мультиплексів з 157 екранами,
- Чехія: 13 мультиплексів з 115 екранами,
- Румунія: 24 мультиплексів з 223 екранами,
- Болгарія: 6 мультиплексів з 65 екранами,
- Словаччина: 3 мультиплексів з 29 екранами,